# Roggentin (bei Rostock)
Roggentin ist eine Gemeinde im Landkreis Rostock in Mecklenburg-Vorpommern (Deutschland). Die Gemeinde wird vom Amt Carbäk mit Sitz in der Gemeinde Broderstorf verwaltet.

## Geografie

### Lage
Die Gemeinde Roggentin ist etwa fünf km von der Rostocker Altstadt entfernt und grenzt – nur durch die A 19 getrennt – an den Rostocker Ortsteil Brinckmansdorf. Das Gemeindegebiet erstreckt sich auf einer Grundmoräne, das Gelände fällt zum südlich von Roggentin in Richtung Warnow ausgerichteten Kösterbeck-Tal um fast 40 m ab.
Umgeben wird Roggentin von den Nachbargemeinden Broderstorf im Norden, Dummerstorf im Süden und Rostock im Nordwesten.

### Gemeindegliederung
Die Gemeinde Roggentin besteht aus den Ortsteilen Fresendorf, Kösterbeck (ehemals Ober- und Unterkösterbeck) und Roggentin.

## Geschichte

### Fresendorf
Fresendorf wurde 1279 erstmals in einer Urkunde genannt. Ein Henricus de Fresendorp gilt als wahrscheinlicher Namensgeber. Fresendorf ist mit 140 Einwohnern (Stand:2021) der kleinste Ort der Gemeinde. Er ist wegen seines Bodendenkmals Slawischer Burgwall (auch „Schlossberg“ genannt), bekannt. Wie Bodenfunde belegen, war dies mit großer Wahrscheinlichkeit die Hauptburg des slawischen Stammes der Kessiner. In Fresendorf befand sich Rittergut. Dies war zuletzt im Eigentum der uradeligen Familie von Oheimb. Besitzer waren William von Oheimb-Helpsen (1868–1953) und formell zeitweise dessen Ehefrau Elma, geb. zu Innhausen und Knyphausen (1869–1955), drittälteste Tochter des Standesherrn Edzard zu Innhausen und Knyphausen. Verwalter wurde ihr Sohn Walter von Oheimb-Helpsen. Sie waren direkte Nachfahren niedersächsischen Politikers Julius von Oheimb-Helpsen. Gut Fresendorf war ein kleines freies Allodgut, Umfang 92 ha. Des Weiteren bestanden zwei weitere landwirtschaftliche Betriebe, Hof 1 von Rudolf Tebusch, Höfe 2 und 3 von Joachim Langschwager.

### Kösterbeck
Auf Kösterbeck weist erstmals eine Urkunde aus dem Jahr 1336 hin. In ihr wird der Ort als „Villa custerbeke“ bezeichnet. Der Name bedeutete wahrscheinlich „Ort am Fluss“ oder „Ufer des Kycinflusses“. Kösterbeck ist ein beliebter Wohnort. 1990 gab es nur 66 Einwohner, ihre Zahl hat sich vervielfacht. An den Ort grenzt südöstlich das Naturschutzgebiet Kösterbeck, eine hügelige Moränenlandschaft der Rostocker Schweiz. Auf der Gemarkung von Kösterbeck gab es vier Bauernhöfe zwischen 38 und 102 ha.

### Roggentin
Roggentin wurde urkundlich erstmals 1219 mit dem Namen Rokentin als Besitz des Klosters Sonnenkamp in Neukloster genannt. Der Name stammt aus dem Altslawischen. Er weist auf eine Person mit Namen Roketa oder Rucheta hin. Roggentin bedeutet demnach „Ort des Ruketa oder Rucheta“.
Durch die günstige Lage zur Stadt Rostock wurde die Gemeinde zu einem beliebten Wohnort, dessen Einwohnerzahl seit 1990 stark gestiegen ist. Auch als Wirtschaftsstandort hat sich Roggentin durch seine Lage an der Autobahn A 19 und der Bundesstraße B110 rasch entwickelt. 1992 erhielt Roggentin den ersten rechtskräftigen Flächennutzungsplan des Landes Mecklenburg-Vorpommern.

## Bevölkerung
| Jahr | Einwohner |
| ---- | --------- |
| 1990 | 0507      |
| 1995 | 0910      |
| 2000 | 2.067     |
| 2005 | 2.560     |
| 2010 | 2.705     |
| 2015 | 2.680     |

| Jahr | Einwohner |
| ---- | --------- |
| 2020 | 2.714     |
| 2021 | 2.716     |
| 2022 | 2.734     |
| 2023 | 2.731     |

Stand: 31. Dezember des jeweiligen Jahres

## Politik

### Gemeindevertretung
Die Gemeindevertretung von Roggentin besteht aus 12 Mitgliedern. Die Kommunalwahl am 9. Juni 2024 führte bei einer Wahlbeteiligung von 75,1 % zu folgendem Ergebnis:
| Partei / Wählergruppe                 | Stimmenanteil 2019 | Sitze 2019 |  | Stimmenanteil 2024 | Sitze 2024 |
| ------------------------------------- | ------------------ | ---------- |  | ------------------ | ---------- |
| Wir für Roggentin                     | –                  | –          |  | 43,1 %             | 5          |
| CDU                                   | 22,7 %             | 3          |  | 19,1 %             | 2          |
| Die Linke                             | 25,3 %             | 3          |  | 25,3 %             | 2          |
| SPD                                   | 25,5 %             | 3          |  | 12,0 %             | 2          |
| Einzelbewerberin Rosemarie Muschinski | –                  | –          |  | 10,4 %             | 1          |
| Einzelbewerber Wolfgang Dibbert       | 16,8 %             | 1          |  | –                  | –          |
| Einzelbewerberin Silvia Lang          | 09,8 %             | 1          |  | –                  | –          |
| Insgesamt                             | 100 %              | 11         |  | 100 %              | 12         |

Bei der Wahl 2019 entfielen auf den Einzelbewerber Wolfgang Dibbert entsprechend seinem Stimmenanteil zwei Sitze. Daher blieb in der Gemeindevertretung ein Sitz unbesetzt.

### Bürgermeister
- seit 2019: Henrik Holtz (parteilos)

Holtz wurde bei der Bürgermeisterstichwahl am 16. Juni 2019 zum neuen Bürgermeister gewählt. Am 9. Juni 2024 wurde er ohne Gegenkandidat mit 81,4 % der gültigen Stimmen in seinem Amt bestätigt. Seine Amtsdauer beträgt fünf Jahre.

### Wappen
Das vom Schweriner Heraldiker Heinz Kippnick gestaltete Wappen wurde am 11. Oktober 2002 durch das Innenministerium genehmigt und unter der Nr. 267 der Wappenrolle von Mecklenburg-Vorpommern registriert.
Blasonierung: „In Rot über einer silbernen Wellenleiste eine goldene Lilie.“

### Flagge
Die Flagge der Gemeinde ist quer zur Längsachse des Flaggentuchs von Rot, Gold (Gelb) und Rot gestreift. Die äußeren roten Streifen nehmen jeweils ein Viertel, der goldene (gelbe) Mittelstreifen nimmt die Hälfte der Länge des Flaggentuchs ein. In der Mitte des Flaggentuchs liegt, zwei Drittel der Höhe des Flaggentuchs einnehmend, das Wappen der Gemeinde. Die Länge des Flaggentuchs verhält sich zur Höhe wie 5:3.

## Sehenswürdigkeiten
Neben dem historischen Dorfkern ist die Holzkirche Roggentin, ein Gemeindezentrum der Siebenten-Tags-Adventisten (Adventgemeinde Lichtblick), erwähnenswert. Sie wurde aus Fertigbauteilen zusammengefügt und im Jahr 2008 eingeweiht.

## Wirtschaft und Infrastruktur
Im Gewerbegebiet der Gemeinde Roggentin ist mit dem im November 2005 gegründeten Informatik Center Roggentin (ICR) ein Kompetenzzentrum für Softwareentwicklung und IT-Dienstleistungen entstanden. Unter dem Dach des zweigeschossigen, vierflügligen Bürogebäudes haben auf ca. 3200 m² kleine und mittelständische Unternehmen der Branche mit etwa 250 Beschäftigten die Möglichkeit zur Ansiedlung. Das ICR ist Mecklenburg-Vorpommerns Gründer- und Technologiezentrum für die Unternehmen der IT-Branche. Die Gemeinde Roggentin ist ICR-Gesellschafter. Wichtigster Partner ist die SIV.AG, das größte IT-Unternehmen Mecklenburg-Vorpommerns.

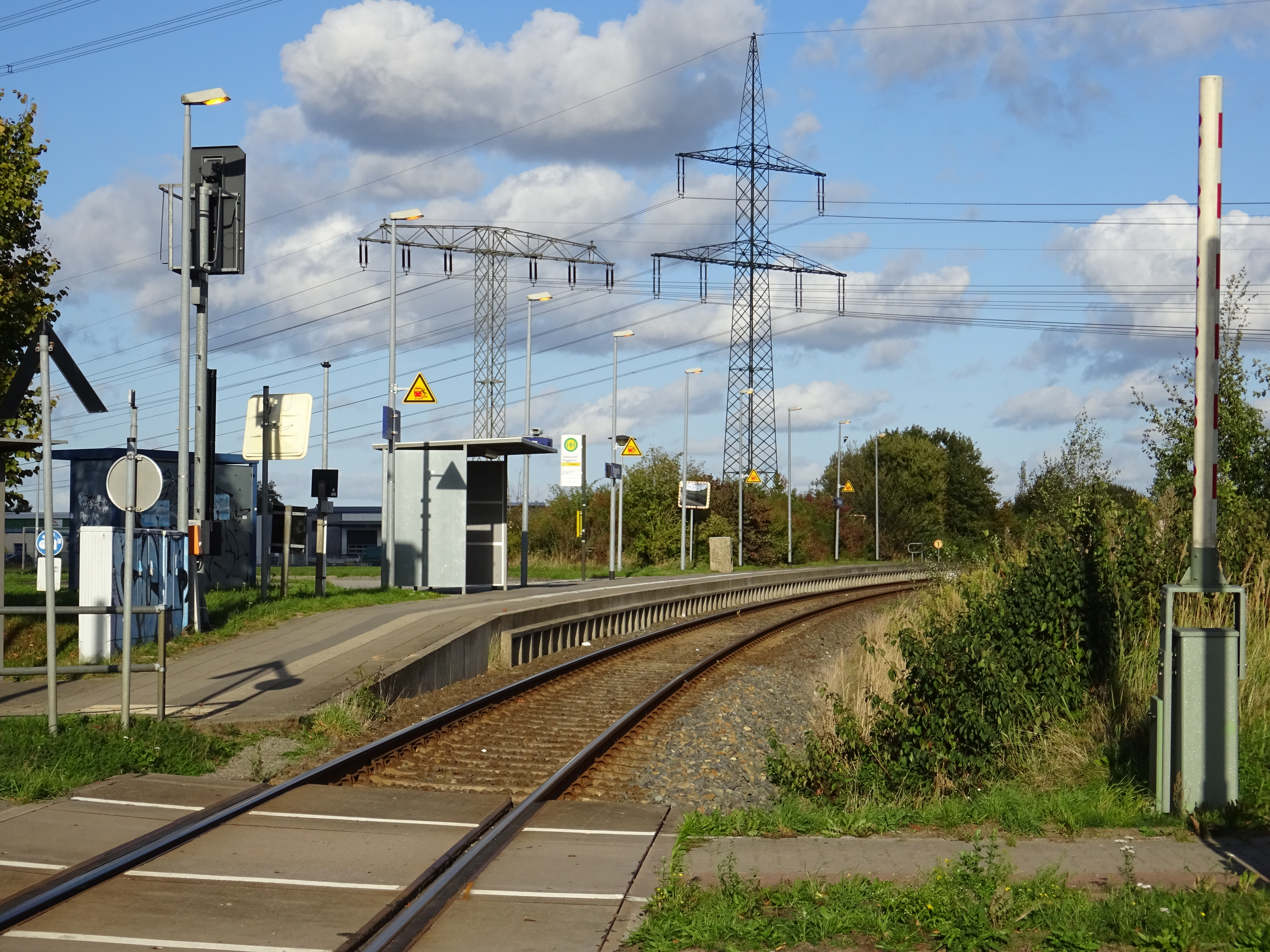
Haltepunkt Roggentin

Die Deutsche Post AG betreibt in Roggentin eines ihrer 82 Briefzentren in Deutschland.
In der Neu Roggentiner Straße hat sich das Reiseunternehmen PTI Panoramica angesiedelt, das 1990 gegründet wurde. Es agiert deutschlandweit und veranstaltet vor allem Kreuzfahrten sowie Busrundreisen.
Verkehr

Durch das Gemeindegebiet von Roggentin führen die Bahnstrecke Rostock–Tessin mit dem Haltepunkt Roggentin, die Bundesautobahn 19 (Anschlussstelle Rostock Süd an der westlichen Gemeindegrenze) und die Bundesstraße 110.